# Lundholms bruk

Lundholms bruk eller Tröns bruk var ett svenskt järnbruk, anlagt 1670 vid vattendraget mellan Sticksjön och Dammkärren i Frustuna socken, Gnesta kommun. Bruket lades ned 1816, en hyttruin, husgrund och slaggvarp finns ännu kvar på platsen. Lundby säteri tillfördes bruket.
En gammal forväg går förbi sjön Stortrön till Ehrendal, fem kilometer åt nordöst där järnet bearbetades.